# Peter Y. Solmssen

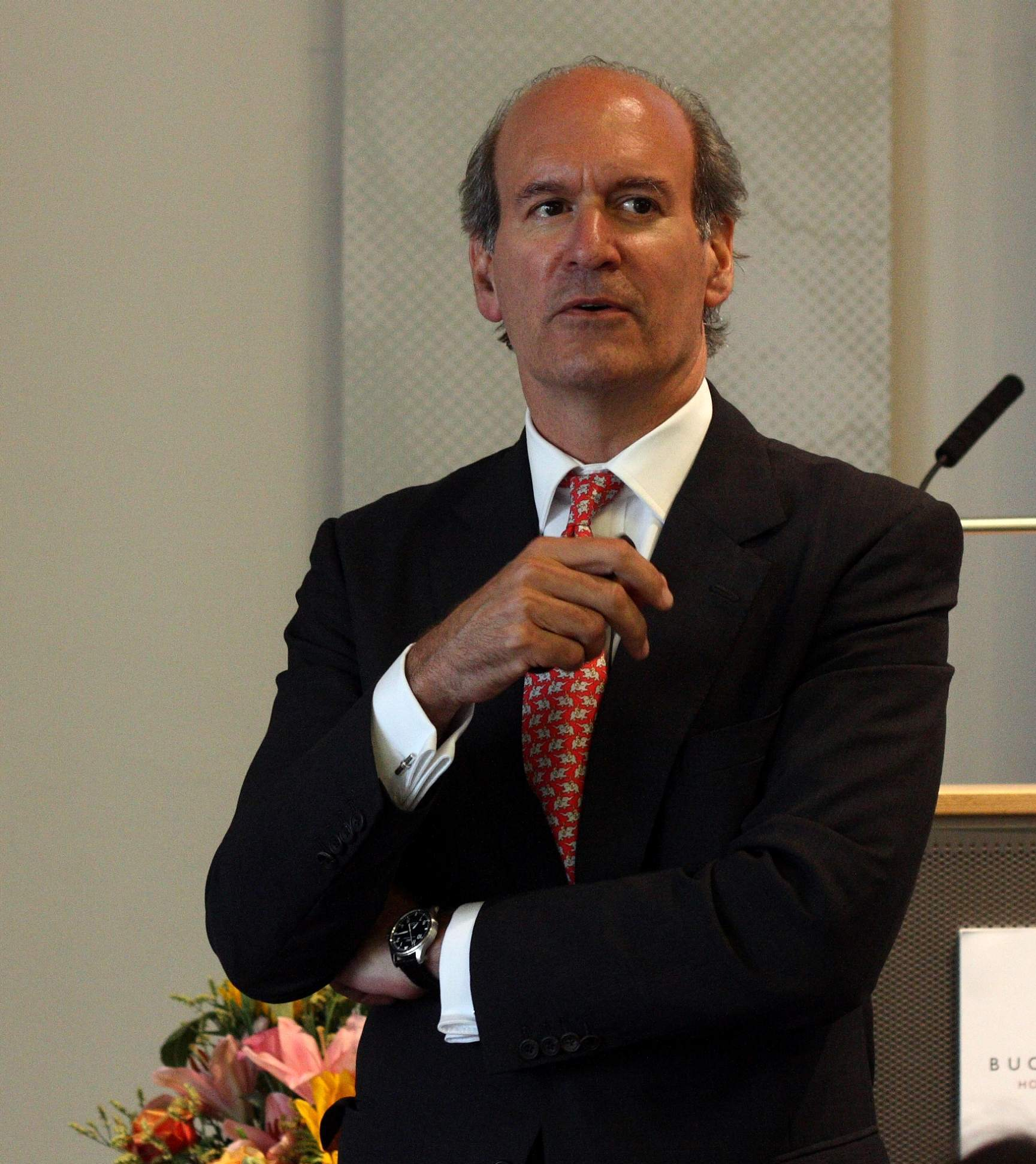
Peter Y. Solmssen, 2012

Peter York Solmssen (* 24. Januar 1955 in Philadelphia) ist ein amerikanisch-deutscher Manager.

## Leben
Solmssen, Sohn des amerikanischen Juristen und Autoren Arthur Solmssen, Urenkel Robert Warschauers und Nachkomme der Bankiers Alexander Mendelssohn und Joseph Mendelssohn, erlangte "magna cum laude" einen Bachelor-Abschluss an der Harvard-Universität und ging dann mit einem Knox-Fellowship an die Universität Cambridge in Großbritannien. Von der Universität von Pennsylvania erhielt er einen juristischen Doktorgrad.
Ab 1980 war er als Rechtsanwalt tätig, teilweise am Federal District Court des Eastern District of Philadelphia, ab 1982 war er Mitarbeiter für Wertpapierhandelsrecht einer Rechtsanwaltskanzlei in Philadelphia. Ab 1989 war er für die Rechtsanwaltskanzlei Morgan, Lewis & Bockius LLP in Frankfurt am Main tätig. Dort war Solmssen für Wertpapierrecht, internationales Handelsrecht sowie Fusionen und Übernahmen zuständig.
1998 wechselte er zu General Electric, wo er mit Sitz in Pittsfield, Massachusetts, Vicepresident und General Counsel (Chefjustiziar) von GE Plastics wurde. In den folgenden Jahren übernahm Solmssen weitere Funktionen bei General Electric: Er wurde 2002 Vice President und General Counsel von GE Medical Systems in Waukesha, Wisconsin und 2004 Executive Vice President und General Counsel von GE Healthcare, Chalfont St Giles, Großbritannien.
Von Oktober 2007 bis Dezember 2013 war Solmssen Mitglied des Vorstands und General Counsel der Siemens AG, München.
Im Oktober 2016 wurde er Chefjustiziar der American International Group und hielt diese Position bis Oktober 2017.